# Sant Francesc del Mas d'en Roca
Sant Francesc del Mas d'en Roca és una capella situada al Mas d'en Roca, en el municipi de Montferrer i Castellbò (Alt Urgell), i inclosa en l'Inventari del Patrimoni Arquitectònic de Catalunya.

## Descripció
És una capella d'una sola nau amb capçalera plana orientada a nord. Un embigat de fusta sosté un llosat de doble vessant força nou. La façana original de migdia, que era retranquejada i amb un ull de bou circular que coronava una porta rectangular, ha estat recentment reblerta fins a quedar tota la façana a la mateixa vertical, i s'hi ha afegit una porta metàl·lica. La porta queda emmarcada per un arc de mig punt força gran. És una construcció rústega de pedres sense fer filades, i els murs mantenen restes d'arrebossat.